# Belleville (Wisconsin)
Belleville es una villa ubicada en los condados de  Dane y Green en el estado estadounidense de Wisconsin. En el Censo de 2010 tenía una población de 2.385 habitantes y una densidad poblacional de 517,92 personas por km².

## Geografía
Belleville se encuentra ubicada en las coordenadas 42°51′51″N 89°32′21″O / 42.86417, -89.53917. Según la Oficina del Censo de los Estados Unidos, Belleville tiene una superficie total de 4.6 km², de la cual 4.1 km² corresponden a tierra firme y (10.97%) 0.51 km² es agua.

## Demografía
Según el censo de 2010, había 2.385 personas residiendo en Belleville. La densidad de población era de 517,92 hab./km². De los 2.385 habitantes, Belleville estaba compuesto por el 96.02% blancos, el 0.29% eran afroamericanos, el 0.17% eran amerindios, el 0.75% eran asiáticos, el 0% eran isleños del Pacífico, el 1.72% eran de otras razas y el 1.05% pertenecían a dos o más razas. Del total de la población el 3.77% eran hispanos o latinos de cualquier raza.